# 993
| 993                |
| ------------------ |
| Dødsfald - Fødsler |
|                    |

| Gregoriansk kalender | 993 CMXCIII             |
| Ab urbe condita      | 1746                    |
| Armensk kalender     | 442 ԹՎ ՆԽԲ              |
| Kinesiske kalender   | 3689 – 3690 壬辰 – 癸巳 |
| Etiopisk kalender    | 985 – 986               |
| Jødisk kalender      | 4753 – 4754             |
| Hindukalendere       |                         |
| - Vikram Samvat      | 1048 – 1049             |
| - Shaka Samvat       | 915 – 916               |
| - Kali Yuga          | 4094 – 4095             |
| Iransk kalender      | 371 – 372               |
| Islamisk kalender    | 383 – 384               |

Se også 993 (tal), havnebus 993